# Tipula (Lunatipula) sublunata
Tipula (Lunatipula) sublunata is een tweevleugelige uit de familie langpootmuggen (Tipulidae). De soort komt voor in het Palearctisch gebied.